# نووپتروفسکویه (شهرستان خایبولینسکی، باشقیرستان)
نووپتروفسکویه (انگلیسی: Novopetrovskoye, Ivanovsky Selsoviet, Khaybullinsky District, Republic of Bashkortostan) یک شهرک در شهرستان خایبولینسکی استان باشقیرستان کشور روسیه است.